# Abu-Nuwàs
Abu-Nuwàs al-Hàssan ibn Hani al-Hakamí, més conegut simplement com a Abu-Nuwàs (àrab: ابو نواس, Abū Nuwās; persa: ابونواس, literalment ‘el de Cabellera arrissada’) (Ahvaz, Pèrsia, c. 755 - Bagdad, c. 814) va ser un poeta persa en llengua àrab, que pertanyia al corrent modern; és un dels poetes clàssics més coneguts.
S'educà a Bàssora i fou un protegit dels califes abbàssides Harun ar-Raixid i al-Amín. Criticà la cassida tradicional, una forma estròfica literària, i renovà la poesia àrab introduint-hi el tema bàquic en famosos poemes en què exaltà la seva inclinació a la beguda. Va alliberar la poesia del seu temps aportant-li una llibertat de to fins aquell moment desconeguda. És autor també de poesia amorosa, que reflecteix la seva homosexualitat, i també de poesia cinegètica i elegíaca. Bon coneixedor de la cultura persa, n'utilitzà sovint temes llegendaris o folklòrics, i inserí en els seus poemes mots i hemistiquis sencers en llengua pahlavi. Esdevingué ben aviat popular i el seu record perdurà, passant a formar part del folklore i la tradició àrabs, i apareixent diverses vegades com a personatge en el llibre de Les mil i una nits. És considerat un dels primers i més grans poetes eròtics en llengua àrab. Va ser defensor de totes les llicències morals i poètiques amb prou habilitat per a no deixar-se portar pels atacs dels seus detractors.

## Biografia
Sobre les dates de naixement i mort d'Abu-Nuwàs les fonts documentals varien força. Per posar-ne dos exemples, Garzanti dona una data de naixement de 756 o 758 i una data de mort al voltant de l'any 814; mentre que Dona S. Straley situa les dates al voltant dels 756 i del 810. Sobre el lloc de naixement, també hi ha debat i alguns especialistes com ara Garzanti diuen que va néixer a Bàssora, mentre que d'altres creuen que ho va fer a Damasc o a Ahwaz.
El seu pare, Hani, a qui mai no va arribar a conèixer, pertanyia a la tribu àrab dels Banu Sad i va ser un soldat de l'exèrcit de Marwan ibn Muhàmmad (Marwan II); la seva mare, anomenada Golbes, era persa i treballava com a teixidora. Abu-Nuwàs és un sobrenom que fa referència als dos llargs penjolls als cabells que li arribaven fins a les espatlles. La seva mare el va vendre quan encara era un nen a un comerciant de Bàssora que s'anomenava As-Sad Yaixira.
Va passar tota la seva joventut a Bàssora, on va estudiar l'Alcorà i gramàtica. Va tenir per mestre i amant el poeta Waliba ibn al-Hubab, un llibertí cèlebre, que se'l va portar a viure amb ell a la ciutat de Kufa, després de comprar la seva llibertat al comerciant amb qui Abu-Nuwàs havia treballat alguns anys. Abu-Nuwas va emigrar a Bagdad, possiblement en companyia de Waliba ibn al-Hubab, i aviat s'hi va fer famós per la seva poesia i humor enginyós, en què no es referia als temes tradicionals, sinó a la vida urbana i les alegries del vi i la beguda (khamriyyat), i a l'humor (mujuniyyat). S'expressava amb un llenguatge llibertí sobre el vi, els efebs i les concubines, un fet que va comportar que molts contemporanis el parodiessin i d'altres el condemnessin i demonitzessin, sovint sense tan sols haver-lo llegit.
De tornada a Bàssora va estudiar amb Jalaf al-Ahmar, un mestre de poesia preislàmica. Per millorar el seu àrab, va viure una temporada entre els beduïns del desert, però detestava aquesta vida i va decidir tornar a la populosa Bagdad. Tot i això, va poder gaudir de la sonoritat pura de l'idioma original, gràcies a la immersió en els secrets abismes de la llengua àrab.
A Bagdad, acabava d'accedir al tron el llegendari Harun ar-Raixid, de la dinastia abbàssida. Abu-Nuwàs es va apropar a la cort per la seva relació amb els barmàkides, una família de jerarques relacionada amb el califa. Malgrat l'estimació que suscitava en la cort, va haver de passar alguna temporada a la presó a conseqüència de la seva vida llibertina i de la seva afició a la beguda.
En caure en desgràcia i ser executats els barmàkides, va fugir a La Meca i més endavant a Egipte. Va tornar a Bagdad quan Ar-Raixid ja havia mort i havia estat substituït pel jove de 22 anys Al-Amín, del qual Abu-Nuwàs havia estat professor. El poeta i el califa es van entendre bé, ja que Al-Amin no solament era un amant de les arts i les lletres sinó que, a més, compartia la tendència al llibertinatge d'Abu-Nuwàs. Malauradament per a Abu-Nuwàs, va morir al cap de quatre anys de regnat i el va succeir al tron el seu germà Al-Mamun.
Al-Mamun també era un amant de les lletres i les arts, però no dels bevedors i els llibertins. Com que estava disposat a fer compartir les seves idees pels funcionaris de l'administració, decidí que aquests fossin interrogats. En conseqüència, el govern inicià les accions i molts dels funcionaris es defensaren jurant en fals (l'Islam admet la taqyya o abjuració quan la vida dels fidels està en perill), però d'altres s'hi van resistir i van anar a parar a la presó i al turment, com va ser el cas del gran jurista Ibn Hanbal, per exemple. En aquest darrer període de la seva vida, va canviar el seu estil de la sàtira corrosiva i la poesia eròtica cap als poemes ascètics de caràcter més clàssic.
Abu-Nuwàs va anar a la presó, on molt probablement hi va morir cap a l'any 814-815 (segons algunes fonts va ser enverinat per Ismaïl ibn Abu-Sehl; també hi ha els que creuen que va morir enverinat a la mateixa presó).
Segons Al-Khatib al-Baghdadi, l'autor de la Història de Bagdad, Abu-Nuwàs va ser enterrat al cementiri Shunizi a Bagdad.
La ciutat té diversos llocs amb el nom del poeta. El carrer Abu-Nuwàs discorre pel marge est del Tigris El parc Abu-Nuwàs també es troba a la capital en un tram de 2,5 quilòmetres entre el pont Jumhouriya i un parc que s'estén fins al riu Karada, prop del pont 14 de juliol.

## Obra
Va conrear primer una poesia alineada amb el que era la tradició àrab clàssica, amb elegies urbanes i ditirambes en què adulava mecenes i amics, i després la va abandonar i fins i tot va burlar-se'n en algunes ocasions, en favor de temes nous. La seva producció poètica va ser recollida després de la seva mort pels erudits as-Sulí i Hamza en-Isbahaní. Se'n conserven aproximadament 13.000 versos. Malgrat ser un dels poetes àrabs més apreciats, algunes de les edicions actuals de les seves obres "eviten" incloure referències a la seva homosexualitat i s'amaguen molts poemes que va dedicar als seus múltiples amants mascles. El 1861, l'alemany Hermann Ahlwardt va editar part de la seva obra Kamriyyat i va propiciar que molts estudiosos s'interessessin per ell. Un interès doble: l'interès literari en el repertori poètic de motius i imatges descrits en el seu gènere, i una certa preocupació sociocultural per ensenyar la cultura del vi com a part de la civilització islàmica medieval.
Era un mestre de la burla irreverent, sovint blasfem, de la qual no va deslliurar ni l'Alcorà. Altres poetes abbàssides, com Ibn al-Rumi i Ibn al-Mutazz d'una manera més neutral, al·ludeixen sovint als versos de l'Alcorà.

### Poesia bàquica
Gran part de la seva poesia és bàquica, d'acord amb la seva vida dissipada. Les descripcions de les seves gresques que, generalment, transcorrien en una taverna jueva o cristiana a la nit, són d'un gran realisme i alhora d'un esteticisme d'una qualitat que avança espectacularment als seus més brillants antecessors.
| « | El vas és tan prim i el vi tan límpid! Com distingir-lo? Difícil assumpte! És com si tan sols hi hagués vi i no vas; com si només hi hagués vas i no vi. | » |

El gènere bàquic o khamriyya va ser un art poètic àrab dels més cultivats, que va recórrer des del més profund de la península Aràbiga fins a l'Àndalus, i Abu-Nuwàs va ser un dels poetes araboperses que més va exposar aquest tema en la seva obra. Els poemes d'aquest gènere, l'autor els descriu a manera de metàfores i barreja amb gran personalitat i harmonia exquisits jocs de paraules com ara copes, bols i calzes, tavernes o convents, cristians o jueus, boniques dones amagades en àmfores, els pares de les quals sols les lliuren en canvi d'un bon dot, vida cortesana amb luxes o campaments en ruïnes, perfums i religió.
| «                                                     | Allà on hi ha les flors, el bon vi i els llaüts, atura't i no et moguis. Que aboqui la copera que inspira els poemes. Que balli el vi en la mescla dins les copes i dorques. Que lluïn les bombolles com esclaten els llamps, el dia de tempesta. | » |
| — Traducció catalana: Anna Gil i Jaume Ferrer Carmona | |   |

Segons un article editat per la doctora Anna Gil de la Universitat Autònoma de Barcelona, els trets més característics de la seva poesia bàquica són:
- El vi i els seus atributs: vista, olfacte, tacte, oïda, gust i els efectes del vi.

Abu-Nuwàs envolta el vi amb els atributs dels cinc sentits; el vi té el poder d'il·luminar de nit el rostre de la persona estimada, la calor de les nits d'hivern, o com el sol cega els ulls de qui el mira. El perfum que exhala és com l'aroma d'una poma i el seu perfum el compara a l'alè de l'amat o a les flors del jardí on beuen els amics. El tacte que té el vi és suau com la seda i a través de la copa de vidre, quan el transporta el coper en els seus dits es reflecteix el color vermell, amb què sembla tenyir de sang les seves mans. Segons Abu-Nuwàs el vi parla i conta secrets al bevedor. El gust del vi, el defineix com a «picant com el pebre» o «amarg fins a arronsar el nas» -en aquella època el vi era una beguda espessa i havia de ser mesclat amb aigua-. Entre els nombrosos efectes que descriu del vi, comenta que converteix el lleig en bell, que aconsegueix entrar a les venes del bevedor i deslligar tots els llaços de les seves vestidures i del seu pudor o que en una única nit aconsegueix abatre tots els comensals per gran majoria que siguin.
- Comensals, copers i censors: el poeta, el coper, els comensals i el censor.

El poeta no separa el gènere bàquic de l'eròtic; així, presenta els comensals junt amb els servidors del vi com a objectes eròtics plens d'amor i llibertinatge, ajunta la passió per tots dos gèneres junt al poder del poeta. Al coper o servidor del vi, el compara, de vegades, amb una gasela de mirada i moviments seductors, serveix el vi en la copa i en els seus ulls s'aprecia una altra espècie de vi embriagador també. Com si fos una metàfora, de vegades Abu-Nuwàs nomena el coper gulam amb una terminació femenina gulaminyya, representant en aquest cas l'amor cast pel vi i en l'altre l'amor obscè que li inspira el coper. Als comensals, sempre els defineix com a personatges intel·ligents i de gran sensibilitat. La censura o el censor són criticats obertament, molts dels seus poemes, els comença amb una frase dirigida a aquest censor per pregar-li que deixi la seva crítica. És un personatge mostrat sempre de manera odiosa i fent la contra sempre a les seves accions, quan més li argumenta el censor per deixar de beure més l'incita a ell a fer el contrari i animar els seus amics a continuar bevent.
- L'espai bàquic: les tavernes, els convents, els jardins i la cort.

Els espais on se celebren tots els seus poemes bàquics som molt diversos, encara que amb alguna cosa en comú: s'hi troben sempre el poeta i els seus amics envoltats pels plaers de la música, l'amor i el vi. Les tavernes es trobaven, com els convents, extramurs de Bagdad, entre vinyes que acostumaven a produir el seu propi vi i eren regentades per jueus o cristians. S'hi acostumava a anar sempre de nit; els taverners, sempre abans d'obrir la seva porta, interrogaven el grup d'amics per estar segurs de la seva solvència; allà, moltes d'aquestes nits, i a causa de l'embriaguesa, havien de quedar-se a passar una o diverses nits. Les nits als convents cristians on els oferien el vi produït per ells, acostumaven a ser relatades més o menys com les tavernes, amb la diferència que Abu-Nuwàs dona moltes notícies de l'organització de la vida monacal. Els jardins i horts són llocs relatats per al gaudi de la beguda del vi junt amb el seu grup d'amics, sota els arbres i envoltats de flors, acompanyats per músics i cantants. En aquests llocs, els poemes són comparats sempre amb el perfum i la bellesa de les flors. Finalment, dins dels palaus de la cort del califa, és on se celebraven les millors festes; la beguda s'unia a la música, la poesia i als més selectes plaers.
- Vi i l'Islam: beure en ramadà, el pelegrinatge a la taverna, els altres preceptes de l'Islam, el vi i el dimoni.

Segons el poeta sirià Ali Ahmad Said Esber, conegut pel seu pseudònim Adonis, Abu-Nuwàs és el «poeta de la falta per ser el poeta de la llibertat», puix que va convertir la vida del plaer, i secretament el vi, en element de culte i va aconseguir un llenguatge propi com una simbologia d'una religió. El mateix Abu-Nuwàs deia: «jo tinc la meva religió». La seva poesia li va servir per a mostrar en la seva època un element de modernitat: la de la seva acció i opinió lliure, «la moral de la falta».
El poeta va ser provocador contra una de les grans aportacions de la península aràbiga i la seva gent: l'islam. Els preceptes de la religió islàmica van fer que cometés les pitjors faltes. El mes del ramadà i les seves lleis van ser objecte per part de l'escriptor de sàtires i blasfèmies, durant el qual va continuar bevent d'amagat junt amb les seves amistats, segons diu, tancats en tavernes o també fent-se passar per cristians. Va canviar el pelegrinatge a La Meca per un altre de simbòlic a Bagdad i a les seves vinyes i tavernes. En la seva poesia, simula una conversa entre un alfaquí i el seu deixeble, el qual pregunta els deures per a ser un bon musulmà; el mestre respon amb renecs contra els preceptes més sagrats de la seva religió. En un altre poema, sedueix el mateix poeta al dimoni, al qual proposa un pacte: l'invocarà sempre que necessiti el seu ajut a canvi que el diable no perdi la seva adoració; així, per exemple, sempre que un enamorat d'Abu-Nuwàs no cau en els seus braços, recorre al diable.
- Vi i poesia: el campament abandonat i la intratextualitat.

L'obra d'Abu-Nuwàs sempre és crítica contra els àrabs i les seves tradicions; arriba també a la crítica de la poesia clàssica beduïna. És contrari a la distribució precisa i al tractament establert sobre el tracte d'alguns temes, com el nasib o pròleg amorós amb què sempre es comença la cassida clàssica, en què els poetes es queixen davant la visió del campament on es trobava la seva estimada, abandonat per la seva tribu nòmada. Sempre en aquest punt, els poetes recorden els moments viscuts al costat del seu amor. Abu-Nuwàs inicia molts dels seus poemes amb el seu sarcasme habitual, i en lloc de plorar davant el campament abandonat i l'absència de la seva estimada, el poeta incita a continuar bevent i descriu en lloc del record a la seva estimada el record de la nit passada amb els seus amics bevent i amb el seu estimat, esmenta les tavernes en lloc dels campaments del desert. Així, Abu-Nuwàs, encara que insereix algunes vegades versos d'altres poetes en la seva obra amb la mateixa mètrica i rima, sempre canvia els matisos i els sentiments que mostraven els anteriors poetes.

### Poesia eròtica
Va difondre el gaudi, tant el legítim com l'il·legal, ocurrent i divertit. La seva dissoluta actuació el va convertir en pervers i polimorf de nit, i cosmopolita i aristòcrata de dia. Les seves actuacions, des de la protecció del califa, eren plenes de fantasia i excentricitats. La seva poesia desborda sexe, erotisme, poder i ostentació. En llegir la seva poesia, hom té la sensació d'assistir a una orgia en una taverna al desert, amb gerros desbordants de nèctars, menjar abundant i copes plenes de vi. Llegint-lo, es pot imaginar l'ombra d'afeblides esclaves i amors submissos, barrejat amb comensals i convidats cínics i frívols.
Va conrear la poesia eròtica sense sentir-se limitat per cap tema, amb l'agudesa que li permetia el seu assumit llibertinatge. Ataca de manera directa i altera els hàbits adquirits. S'expressava directament, sense pseudònims hipòcrites ni qualificatius o substitutius equívocs. Anomenava les amants pel seu nom i les afalagava tractant-les de dees. Una llibertat en la seva expressió impossible d'entendre en la societat del seu temps. Des d'aquesta posició, va desenvolupar noves actituds, com el culte a l'aparença, l'afició per l'erotisme, els convencionalismes i el refinament. Una actitud valenta i un estil independent que varen situar el poeta com un avançat de la modernitat amb una gran influència en la poesia àrab.
Abu-Nuwàs és considerat un dels grans de la literatura àrab clàssica. Malgrat la seva literatura irreverent i la dolenta reputació que va tenir en vida, va influir en molts escriptors posteriors, com el poeta i matemàtic Omar Khayyam (segle xi) i el poeta místic Hàfidh de Siraz (segle XIV) (ambdós perses). Una caricatura hedonista d'Abu-Nuwàs apareix en diverses ocasions en Les mil i una nits. Entre les seves poesies més conegudes, destaquen aquelles que ridiculitzen les mual·laqat, és a dir, els poemes de la poesia preislàmica, el tema és la nostàlgia pel beduí, i lloen la vida moderna a Bagdad com a contrast.
La seva llibertat d'expressió i la seva celebració de l'amor pederasta van continuar encenent l'ànim dels seus censors:
| « | M'estimes? Quan vaig veure aquell bell jove ell reia amb ganes. Estàvem els dos sols, en fi, sols amb Déu. I tanmateix ell va posar la seva mà en la meva i em va parlar llarga estona; després em va dir "m'estimes?". "Sí, més enllà de l'amor:" "I per tant -va dir-, em desitges?" "Tot en tu és desitjable". "Tem, llavors, Déu i oblidem". "Si el meu cor volgués obeir-me..." | » |

Si bé les seves obres van circular lliurement fins als primers anys del segle xx, el 1932 la primera censura d'una edició moderna de les seves obres es va produir al Caire, deixant de banda enterament tota la poesia homoeròtica. Tanmateix, aquesta censura continua més viva que mai en l'actualitat. 6.000 llibres de la seva poesia van ser cremats pel Ministeri Egipci de Cultura el gener de 2001.

### Poemes cinegètics
Una part important dels poemes d'Abu Nuwàs són els poemes cinegètics tardiyyat.
Hi ha poemes dedicats als animals caçadors: a l'astor comú, al falcó terçol, al falcó sacre, al falcó pelegrí, a l'esmerla, al gos saluki i al guepard.
Traduïts a l'anglès, es poden llegir tres poemes sobre el cavall, sobre el falcó i sobre el guepard.

## Llegat

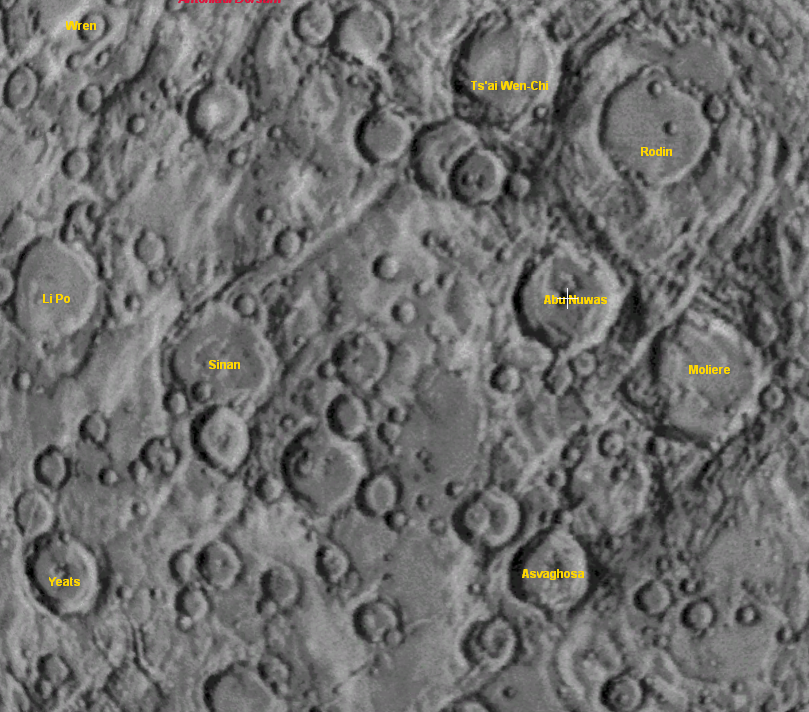
El cràter Abu Nuwas, situat a l'hemisferi nord del planeta Mercuri, porta el seu nom

Abu-Nuwàs es considera un dels grans de la literatura clàssica aràbiga. Va influenciar molts escriptors tardans, entre els quals hi ha Omar Khayyám, i Hafiz —tots dos poetes perses. Apareix una caricatura hedonista d'Abu-Nuwàs en diverses històries de Les mil i una nits. Entre els seus millors poemes, hi ha els que ridiculitzen la nostàlgia de l'"antiga Aràbia" per la vida del beduí, i entusiàsticament elogien la vida d'aquell moment a Bagdad com a contrast vívid.
La seva llibertat d'expressió, especialment en temes prohibits per les normes islàmiques, continua excitant l'ànim dels censuradors. El 1976, es va anomenar un cràter al planeta Mercuri en honor seu.
A l'Àfrica oriental, dins la cultura suahili, el nom d'Abu-Nuwàs és molt popular com a Abunuwasi. Aquí es connecta a una sèrie d'històries amb altres denominacions, com són les aventures de Nasreddín (o el Johà o el Mul·là) dins d'històries, contes i llegendes tradicionals de la literatura de les societats islàmiques. El tanzà Godfrey Mwampembwa -conegut amb el nom artístic de Gado- va crear en llengua suahili un llibre d'historietes (còmic) anomenat Abunuwasi, en què va fer l'adaptació de tres històries d'Abu-Nuwàs. El llibre va ser editat l'any 1996 per Sasa Sema Publications.

### Bagdad
Al-Khatib al-Baghdadi, l'autor de la Història de Bagdad, va escriure que Abu-Nuwàs fou enterrat al cementiri de Shunizi a Bagdad.
La ciutat té diversos llocs anomenats en honor d'aquest poeta. El carrer Abu-Nuwas segueix el marge est del Tigris que fou un cop joia de la ciutat. El parc Abu-Nuwàs també es troba allà, a l'estret de 2,5 quilòmetres entre el pont Jumhouriya i un parc que s'estén fora del riu, a Karada, prop del pont del 14 de juliol.